# Liste der Naturdenkmale in Sebnitz
Die Liste der Naturdenkmale in Sebnitz nennt die Naturdenkmale in Sebnitz im sächsischen Landkreis Sächsische Schweiz-Osterzgebirge.

## Definition
„Naturdenkmäler sind rechtsverbindlich festgesetzte Einzelschöpfungen der Natur oder entsprechende Flächen bis zu fünf Hektar, deren besonderer Schutz erforderlich ist
1. aus wissenschaftlichen, naturgeschichtlichen oder landeskundlichen Gründen oder
2. wegen ihrer Seltenheit, Eigenart oder Schönheit.“

„§ 18 – Naturdenkmäler – (zu § 28 BNatSchG)
(1) Die Erklärung nach § 22 Abs. 1 BNatSchG von Teilen von Natur und Landschaft als Naturdenkmal erfolgt durch Rechtsverordnung oder Einzelanordnung.
(2) Über § 28 Abs. 1 BNatSchG hinaus können Naturdenkmäler zur Sicherung von Lebensgemeinschaften oder Lebensstätten von im Bestand gefährdeten oder streng geschützten Arten festgesetzt werden.“

## Liste
Link zu einem Kartenansichtstool, um Koordinaten zu setzen.
| Bild | Bezeichnung                                      | Lage                                                    | Beschreibung                      | Datum      | Nummer  |
| ---- | ------------------------------------------------ | ------------------------------------------------------- | --------------------------------- | ---------- | ------- |
| BW   | Pinsenberg                                       | (50° 56′ 40,2″ N, 14° 10′ 56″ O)                        |                                   |            | SSZ 094 |
| BW   | Krauschegraben                                   | (50° 56′ 33,2″ N, 14° 11′ 53,7″ O)                      |                                   |            | SSZ 095 |
| BW   | Hangwald am Haltepunkt Amtsheimersdorf           | (50° 58′ 5,6″ N, 14° 14′ 3,5″ O)                        |                                   |            | SSZ 099 |
| BW   | Unter der Lade bei Schönbach                     | (50° 59′ 20,3″ N, 14° 13′ 27,5″ O)                      |                                   |            | SSZ 103 |
| BW   | Schönbacher Knabenkräuterwiese                   | (50° 59′ 22,6″ N, 14° 14′ 5,9″ O)                       |                                   |            | SSZ 125 |
| BW   | Born's Teich bei Hertigswalde                    | Hertingswalde (50° 57′ 16,8″ N, 14° 16′ 24,2″ O)        |                                   |            | SSZ 132 |
| BW   | Waldflüsschen im Sebnitzer Wald                  | (50° 58′ 42,6″ N, 14° 18′ 45,1″ O)                      |                                   |            | SSZ 134 |
| BW   | Schooßwasser bei Ottendorf                       | (50° 56′ 25,9″ N, 14° 18′ 9,7″ O)                       |                                   |            | SSZ 135 |
| BW   | Steinrückenkomplex auf dem Schönbacher Berg      | (50° 58′ 28″ N, 14° 13′ 40,8″ O)                        |                                   |            | SSZ 140 |
| BW   | Steinrückenkomplex auf dem Schönbacher Berg      | (50° 58′ 33,3″ N, 14° 13′ 31,9″ O)                      |                                   |            | SSZ 140 |
| BW   | Granitaufschluss am Burggässchen in Sebnitz      | (50° 58′ 24,7″ N, 14° 16′ 11,6″ O)                      |                                   |            | SSZ 142 |
| BW   | Hundskirche an der Hohen Straße bei Hertigswalde | Hertingswalde (50° 57′ 21,5″ N, 14° 18′ 6,9″ O)         |                                   |            | SSZ 148 |
| BW   | Kastanie am Räumicht Hinterhermsdorf             | Hinterhermsdorf (50° 55′ 50,1″ N, 14° 20′ 47,1″ O)      |                                   | 2, 4, 5    | ssz 003 |
| BW   | Kastanie in Ottendorf bei Sebnitz                | Ottendorf b. Sebnitz (50° 56′ 38,1″ N, 14° 17′ 2,9″ O)  |                                   | 2, 4, 5    | ssz 006 |
| BW   | Lindenrundteil bei Altendorf                     | Altendorf (50° 56′ 1″ N, 14° 10′ 37,5″ O)               |                                   | 2, 4, 5,   | ssz 046 |
| BW   | Linden-Ahorn-Reihe in Sebnitz                    | Sebnitz (50° 58′ 1,2″ N, 14° 16′ 38,5″ O)               |                                   | 2, 4, 5    | ssz 048 |
| BW   | Bergahorn auf dem Hohen Gewänd bei Saupsdorf     | Saupsdorf (50° 56′ 13,2″ N, 14° 19′ 6,6″ O)             |                                   | 5          | ssz 071 |
| BW   | Schmidts Linde an der Endlerkuppe beiOttendorf   | Ottendorf b. Sebnitz (50° 56′ 24,2″ N, 14° 16′ 39,6″ O) |                                   | 1, 2, 4, 5 | ssz 074 |
| BW   | Ginkgo in Sebnitz                                | Sebnitz (50° 58′ 15,9″ N, 14° 16′ 31,6″ O)              |                                   | 3, 4       | ssz 078 |
| BW   | Himmels Rüster südlich Hertigswalde              | Hertigswalde (50° 57′ 31,9″ N, 14° 17′ 25,2″ O)         |                                   | 3, 4       | ssz 091 |
| BW   | Alter Hausapfel am Meicheweg bei Hertigswalde    | Hertigswalde (50° 57′ 37,7″ N, 14° 17′ 56,4″ O)         |                                   | 1, 4       | ssz 093 |
| BW   | Holzbirne mit drei Nebenstämmen bei Mittelndorf  | Mittelndorf (50° 56′ 10,5″ N, 14° 12′ 51,7″ O)          |                                   | 2, 4       | ssz 097 |
| BW   | Zwei Bergahorne im Sebnitztal                    | Mittelndorf (50° 56′ 46,1″ N, 14° 12′ 30,5″ O)          | Beide Ahornbäume sind abgestorben | 1, 3       | ssz 110 |

Das Nummernschema des Landkreises unterscheidet
- Einzelnaturdenkmal = Kleinbuchstaben (ssz 001 Winterlinde in Neustadt; …)
- Flächennaturdenkmal = Großbuchstaben (SSZ 001 Erlpeterquelle Pirna; …)